# Старий Служака
Старий Служака (англ. Old Faithful — Олд Фейтфул) — один з найзнаменитіших гейзерів на Землі. Розташований в Єллоустонському національному парку в штаті Вайомінг, США.
Виявлений 1870 року експедицією Вошберн-Ленгфорд-Доан, тоді ж й отримав свою назву.

## Виверження
Під час одного виверження гейзера викидається від 14 до 32 тис. літрів киплячої води на висоту від 32 до 56 м тривалістю від 1,5 до 5 хв. Це один з найбільш передбачуваних гейзерів на планеті, він вивергається кожні 35-120 хв, і тому вважається, що це найчастіше фотографоване з чудес природи. 
Гейзер викидає струмені гарячої води з інтервалом від 45 до 125 хв., проте відповідно бімодального розподілу середній інтервал складає або 65, або приблизно 90 хв.
1997 року група геологів дослідила перші 21 метр підземного каналу гейзера «Старий Служака». З'ясувалося, що його жерло має сплюснуту форму, і його діаметр змінюється від 10,5 см до більше 2 м. З 1983 року по 1994 рік дослідники вимірювали температуру води в жерлі гейзера. Було встановлено, що вода входить у канал гейзера на декількох рівнях. Холодні підземні води втікають на глибинах 5,5 і 7,5 метра під землею, а гаряча вода з парою — на глибині 14,3 метра. На початку виверження температура води досягає 118 °C (максимальна виміряна температура становила 129 °C. Ця гаряча вода йде з великих глибин, де вона під високим тиском перегрівається вулканічним теплом до температури, вищої від звичайної температури кипіння. Тому вода, піднімаючись вище, в ділянку більш низьких тисків, вибухово перетворюється на пару і викидає фонтан на декілька десятків метрів.